# Vincent Alsop
Pour les articles homonymes, voir Alsop.
Vincent Alsop (vers 1630-8 mai 1703) est un pasteur anglais non-conformiste. Son Mischief of Separation et Melius Inquirenduni sont devenus des jalons dans l'histoire de la non-conformité religieuse.

## Biographie
Alsop est le fils du recteur de South Collingham, Nottinghamshire et fait ses études au St John's College de Cambridge. Il reçoit les ordres de diacre d'un évêque et s'installe comme assistant-maître à l'école libre d'Oakham, Rutland. Le Rév. Benjamin King le prend sous son aile et il épouse la fille de King. Il se convertit ainsi aux croyances religieuses de King et reçoit l'ordination presbytérienne, n'étant pas satisfait de ce qu'il a reçu de l'évêque. Il est présenté au poste de Wilby, dans le Northamptonshire, mais le perd à la suite de l'Acte d'uniformité de 1662.
Après cela, il prêche en privé à Oakham et à Wellingborough, et est sanctionné en conséquence. Il est emprisonné pendant six mois pour avoir prié avec une personne malade. Un livre contre William Sherlock, Doyen de Saint-Paul, intitulé Antisozzo (contre Socinus), écrit dans la veine de The Rehearsal Transpros d'Andrew Marvell, le fait connaitre. Il est également invité à succéder au vénérable Thomas Cawton en tant que ministre indépendant à Westminster. Il accepte l'appel et attire de grandes foules dans sa chapelle.
Il publie d'autres livres qui montrent une forte inspiration, ainsi que de grandes capacités de raisonnement. Même avec John Goodman et Edward Stillingfleet pour antagonistes, il a plus que tenu le coup. Son Mischief of Impositions (1680) en réponse à Mischief of Separation de Stillingfleet et Melius Inquirenduni (1679) en réponse à Goodman's Compassionate Inquiry, restent des repères historiques dans l'histoire de la non-conformité.
À la suite de l'implication de son fils dans des pratiques présumées de trahison, il doit faire appel et obtient le pardon de Jacques II d'Angleterre. Cela semble avoir donné un caractère quelque peu diplomatique à ses dernières années, dans la mesure où, tout en restant anticonformiste, il se rapproche des compromis politico-ecclésiastiques proposés.
Deux ouvrages polémiques que l'on croyait être les siens – A Reply to the Reverend Dean of St. Paul's Reflections on the Rector of Sutton, &c. (1681) et Le recteur de Sutton commis avec le doyen de St. Paul's, ou, A Defence of Dr Stillingfleet's Irenicum (1680) - sont également attribués au presbytérien de Nottingham John Barret.

## Bibliograpie
- 1678 - Melius inquirendum. or a sober inquirie, ...
- 1680 - An exercitation on that historical relation, ...
- 1680 - The mischief of impositions: ...
- 1681 - Melius inquirendum, or a sober inquiry, ...
- 1681 - A reply to the reverend Dean of St. Paul's reflections
- 1687 - Mr. Alsop's speech to King James II ...
- 1695 - Duty and interest united ...
- 1696 - Decus & tutamen: or, practical godliness, ...
- 1696 - God in the mount. A sermon ...
- 1698 - A vindication of the faithful rebuke ...

## Sources
- Anthony à Wood, Athenae Oxonienses (édité par Bliss) iv. 106 ;
- Edmund Calamy, Vie de Baxter, ii. 487 ;
- Walter Wilson, Histoire et antiquités des églises dissidentes, iv. 63-66.